# Richard Edlinger
Richard Edlinger, född den 23 april 1958 i Bregenz, död den 10 november 2005 i Budapest, var en österrikisk dirigent och kompositör.
Edlinger studerade dirigering och komposition vid musikhögskolan i Wien varifrån han utexaminerades 1982. Påföljande år var han den yngste finalisten vid Guido Cantellis dirigenttävling på La Scala i Milano. Han blev sedermera chefsdirigent för United Philhamonic Vienna. Tillsammans med kammarsångaren Heinz Holecek grundade han 1987 festspelen i Kamptal.
Edlinger dirigerade under sitt liv ett stort antal skivinspelningar, bland annat för bolaget Naxos. 